# Eukiefferiella mirabilis
Eukiefferiella mirabilis är en tvåvingeart som beskrevs av Serra-tosio 1984. Eukiefferiella mirabilis ingår i släktet Eukiefferiella och familjen fjädermyggor.
Artens utbredningsområde är Frankrike. Inga underarter finns listade i Catalogue of Life.